# Anabarhynchus yeppoon
Anabarhynchus yeppoon är en tvåvingeart som beskrevs av Lyneborg 2001. Anabarhynchus yeppoon ingår i släktet Anabarhynchus och familjen stilettflugor. Inga underarter finns listade i Catalogue of Life.